# ピーターステフ・デュトイ
ピーターステフ・デュトイ（Pieter-Steph du Toit、1992年8月20日 - ）は、ジャパンラグビーリーグワントヨタヴェルブリッツに所属するラグビーユニオン選手。ラグビー南アフリカ共和国代表 (スプリングボクス)として2019年RWC日本大会において優勝に貢献した。

## プロフィール
- 南アフリカ・ケープタウン出身。
- ポジションはロック (LO)、フランカー (FL)。
- 身長 200 cm、体重 116 kg[1]
- U20南アフリカ代表に選ばれたことがある[2]。
- 南アフリカ代表キャップは77（2024年11月現在）でラグビーワールドカップ2015・ラグビーワールドカップ2019・ラグビーワールドカップ2023の南アフリカ代表に選ばれた[3]。
- バーバリアンズに選ばれたことがある[4]。

## 略歴
シャークス、シャークスを経て、2016年、ストーマーズに加入。
2021年、トヨタヴェルブリッツに加入。
2022年1月16日に行われたJAPAN RUGBY LEAGUE ONE第1節東京サントリーサンゴリアス戦にて先発出場で日本での公式戦初出場を果たした。

## 受賞歴

### ワールドラグビー
- ワールドラグビー年間最優秀選手賞:2019年[8]・2024年

### JAPAN RUGBY LEAGUE ONE
- 2022-23リーグワンベスト15(FL)